# François Gabriel de Solages
Pour les autres membres de la famille, voir Famille de Solages.
François Gabriel de Solages, vicomte, baron de Labastide-Gabausse, de Blaye et de Saint-Benoît, né le 27 septembre 1752 au Neufour, mort le 31 mai 1834 au château de la Verrerie, à Blaye (Tarn), est un militaire et industriel français.

## Biographie
Fils de Gabriel de Solages, il est admis à l'école royale militaire de Paris en 1762. Il est reçu chevalier de l'ordre militaire et hospitalier de Saint-Lazare de Jérusalem le 12 janvier 1769 par le dauphin, futur Louis XVI. Sous-lieutenant au corps royal des carabiniers le 28 avril 1769, il est promu capitaine de carabiniers en 1774, mais quitte rapidement le service pour se livrer à l'étude des sciences et à l'exploitation des mines de houille de Carmaux.
Vers 1787, François-Gabriel de Solages découvre une mine de fer près d'Alban. Très rapidement, il installe au Saut de Sabo un fourneau catalan, qui pouvait fournir 150 kg de fer en cinq ou six heures.
En 1789, il assiste à l'Assemblée de la noblesse, tenue à Toulouse.
En décembre 1793, sous la Terreur, les Solages furent suspectés de soutenir le mouvement royaliste. François-Gabriel et ses parents furent arrêtés, et les mines furent mises sous séquestre et nationalisées. La chute de Robespierre permit aux de Solages d'être libérés. Malgré de nombreuses protestations de la part des propriétaires, ils parvinrent à diriger de nouveau les mines de Carmaux.
Il devient membre de la Société d'agriculture en mars 1799.
Son père, le chevalier Gabriel de Solages mourut le 28 juillet 1799, à la veille du coup d'État de Bonaparte, laissant à François Gabriel la direction des mines de Carmaux.
Plusieurs inventions dans le système de la canalisation lui valurent, de la part du gouvernement, des médailles d'or. On lui doit notamment l'invention de l'écluse à sas mobile qui tendait à généraliser le système de canalisation en facilitant le trajet des pentes les plus rapides avec un faible volume d'eau. Bonaparte signa à Moscou le décret d'approbation du canal de jonction de la Sambre à la Meuse en faveur de Solages, qui en avait tracé les plans.
Le 15 mai 1805, le collège électoral du département du Tarn l'élit candidat au Sénat conservateur. Il devient maire de Blaye en 1812 et membre du conseil général du Tarn.
Sous la Restauration, il préside le corps électoral du département du Tarn à partir de 1819.
Par ordonnance du 1er mai 1821, il est fait chevalier de la Légion d'honneur.

## Pour approfondir